# Живі картини
Живі картини (фр. tableaux vivants) — різновид пантоміми, композиції, які показують люди, що позують, наслідуючи відомі художні твори або уявні картини чи скульптури.

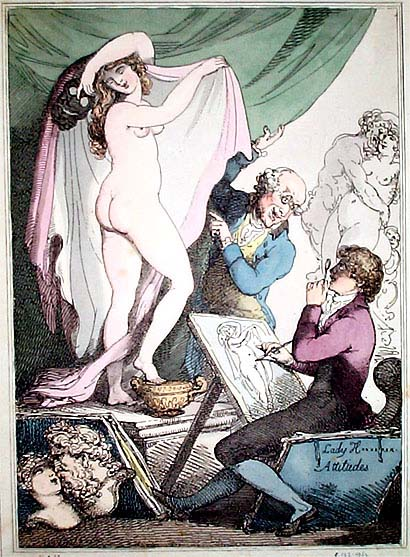
Томас Ровлендсон. Атітюди Емми Гамільтон. бл. 1790.

Виконанням живих картин прославилася Емма Гарт (у шлюбі — леді Гамільтон). Її здатність приймати різні пози, змінювати вираз обличчя, відтіняти свої живі картини грою шалей, виявив художник Джордж Ромні, натурницею якого вона була:31. Свої вистави-«аттітюди» (тобто позування), що зображають античні твори мистецтва, Гарт проводила в багатих особняках та в аристократичних салонах. Гете, відвідавши 1787 року будинок лорда Гамільтона, британського посланника в Неаполітанському королівстві, описав таку виставу в своїй «Італійській подорожі»:
Кавалер Гамільтон… замовив їй грецький одяг, який їй дуже пасує; при цьому вона розпускає своє волосся, бере кілька шалей і робить цілу низку змін у позах, жестах, лініях тощо, так що під кінець просто здається, що мрієш. Те, що стільки тисяч митців бажали б зобразити, бачиш тут цілком готовим у рухах та несподіваних змінах. Вона з'являється стоячи, уклінно, сидячи, лежачи, серйозна, сумна, насмішкувата, страстолюбна, кається, пестить, загрожує, боїться тощо; одне змінюється іншим, одне витікає з іншого. Вона вміє для кожного висловлювання пристосовувати і змінювати складки покривала і робить собі сотні різних головних уборів одними й тими ж хустками. Старий кавалер світить їй при цьому.— Й. В. фон Гете. «Італійська подорож».

Джерелом натхнення для Емми Гарт була колекція античних ваз її майбутнього чоловіка, зокрема — знаменита Портлендська ваза. 1802 року Елізабет Віже-Лебрен, зустрівши леді Гамільтон у Лондоні, запросила її до себе, щоб улаштувати виставу для вузького кола знайомих:
Я поставила посеред моєї вітальні велику раму, прикриту праворуч і ліворуч ширмами. Величезна свічка розточувала сильне світло, залишаючись невидимою, і освітлювала леді Гамільтон, як висвітлюють картину… Леді Гамільтон набувала в цій рамі різних поз із дивовижною виразністю… Вона переходила від скорботи до радості, від радості до жаху так добре і так швидко, що всі ми були в захваті.— Е. Віже-Лебрен. «Спогади»:32.
Живі картини відповідали стильовим запитам часу, а тому приваблювали різних хореографів і давали поштовх новаторським пошукам:33. Історик балету В. М. Красовська припускає, що головні діячі італійської хореодрами, уродженці Неаполя Гаетано Джойя і Сальваторе Вігано могли бачити або виступи леді Гамільтон, або їх зображення: «Принаймні, виразний жест, скульптурно витримана поза, виразна міміка — словом, усі засоби втілення сильної пристрасті були характерними ознаками хореодрами. Рух там народжувалося з виразної пози і вмирав у ній. А значить, досліди Емми Гамільтон пропонували професійній балетній сцені Італії цінний матеріал для пантоміми»:32.
Миттєва зміна виразних поз породжувала мотив руху, його природне, вільне посилення. Природа такого, зупиненого на льоту руху цікавила і живописців, а завдяки живопису нові пластичні досліди проникали до професійного театру різних країн:32. На рубежі XVIII—XIX століть пластичні досліди дилетанток так чи інакше позначалися насамперед у практиці балетного театру:34. Слідом за ними балет звертався до живопису та скульптури, урізноманітнюючи як сюжети, так і свої виражальні засоби:34.
Досліди живих картин впливали і власне на танець: так, фігури та групи танцівників із шалями часто зустрічаються на ескізах співробітника Вігано, театрального художника Алессандро Санквіріко:32.
1794 року художник Фрідріх Регберг, зафіксувавши численні позування леді Гамільтон у неокласичному стилі, опублікував альбом з 12 гравюр, які за його малюнками виконав Томасом Піролі (англ. Thomas Piroli). 1807 року художник Джеймс Джилрей видав розширений альбом карикатур за мотивами цих малюнків.
За часів французької революції в Парижі набули популярності групові живі картини на сюжети з античної історії. На відміну від імпровізацій Емми Гамільтон, вони були статуарними — кожне «полотно» демонструвалося деякий час, потім завіса закривалася і позування учасників змінювалися для наступної картини. Постановниками таких вистав були пані Жанліс та художники Жак-Луї Давид та Жан-Батист Ізабе.1817 року до Парижа приїхала німецька акторка Генрієтта Гендель-Шютц. Вона давала свої вистави в театрі «Одеон», а також на спеціально обладнаній приватній сцені:32. Опис її виступу залишив драматург Теофіль Дюмерсан:
перед «товариством, що складалося з першокласних вчених і художників… одягнена в легку туніку і оповита просторим покривалом з найтоншої вовни, вона оголосила, що представить твори скульптури починаючи від її витоків… З покривалом, стягнутим на лобі, яке спадало рівними довгими складками зобразила Ізіду, таємничу емблему природи». Ізіда перетворилася на лежачого сфінкса, а за ним пішли пози каріатид. «Єгипетський стиль змінила чудова пора Греції, і пані Шютц зуміла надати більшої грації своїм рухам і позам». З'явилися елементи сюжету: мармурова Галатея набувала життя і здатності відчувати, Ніобея намагалася врятувати від гніву Аполлона своїх дочок, ролі яких виконували три дівчини. Образи скульптури змінив живопис. Представляючи Магдалину, Шютц переходила «від виразності постаті, покликаної спокушати і подобатися, до передання каяття». Вишукана публіка визнала, що мистецтво Шютц «свідчить про глибоке і навіть витончене вивчення різних шкіл скульптури та живопису».— T. Dumersan. Annales encyclopédiques:34.
У Росії постановкою живих картин займалися Костянтин Маковський, Валерій Якобі та інші художники.
На початку XX століття відомою виконавицею живих картин була Ольга Десмонд. Її «Асоціація ідеальної культури» організовувала «вечори краси», на яких оголена Ольга виступала у вигляді статуї Венери, що ожила тощо. 1908 року вона дала єдиний виступ у Санкт-Петербурзі, на якому вперше представила на російській сцені оголену натуру. Через подальший скандал, її інші виступи міська влада заборонила.
Нині цей художній прийом іноді використовують модельєри під час показу мод. Так, Шанталь Томасс одного разу влаштувала показ у паризькому готелі "Рафаель ", у номерах якого моделі, одягнені в зразки її нової колекції, фарбували нігті та поправляли макіяж, імітуючи живі картини.